# Bord de fuite
 (septembre 2018).
Si vous disposez d'ouvrages ou d'articles de référence ou si vous connaissez des sites web de qualité traitant du thème abordé ici, merci de compléter l'article en donnant les références utiles à sa vérifiabilité et en les liant à la section « Notes et références ».

Vocabulaire aéronautique utilisé pour décrire les profils aéronautiques.

Le bord de fuite est une partie caractéristique de tout profilé (ex.: aile d'avion, safran, quille ou étambot d'un navire, etc.) soumis à l'écoulement d'un fluide (air, eau, ...) de parte et d'autre. Il désigne la partie opposée au sens de traction, ou, en d'autres termes, la partie arrière considérée dans le sens de l'écoulement. 

## Description
Généralement le bord de fuite est le côté aminci au bout du profilé qui a pour but de réduire la traînée aérodynamique afin d’améliorer les performances de l'avion (consommation, distance, autonomie, etc.).

## Bateaux
Les bateaux de compétition utilisent des foils équipés de bord de fuite pour voler au-dessus des vagues.

## Avions
Les gouvernesLes gouvernes modifiant la cambrure des profils (volets, ailerons) incorporent le « bord de fuite ».
Le wingletLe winglet est un « bord de fuite » réduisant la trainée d'un avion en canalisant une partie du tourbillon marginal.